# Willow Smith
Willow Camille Reign Smith Pinkett (Los Ángeles, California; 31 de octubre de 2000), más conocida artísticamente como Willow, es una actriz, modelo y cantante estadounidense. Es la hija de Will Smith y Jada Pinkett Smith, y la hermana menor de Trey Smith y Jaden Smith.
Hizo su debut como actriz en 2007 en la película Soy leyenda y después apareció en Kit Kittredge: An American Girl junto a Abigail Breslin. Recibió el premio Young Artist Award por su actuación. Además de actuar inició su carrera musical en otoño de 2010 con el lanzamiento de sus sencillos «Whip My Hair» y «21st Century Girl» (2011), gracias a la firma de un contrato con su mentor Jay-Z y su discográfica Roc Nation, convirtiéndose así en la artista más joven en firmar con el sello. «Whip My Hair» alcanzó su el número 11 en el Billboard Hot 100. El vídeo fue nominado a Video del Año en los premios BET Awards en 2011.

## Biografía
Es la hija menor de Will Smith y Jada Pinkett Smith. En 2007, Willow participó en la película Soy leyenda junto a su padre Will Smith. En 2008 dio vida al personaje de Countee en Kit Kittredge: Sueños de periodista. En 2009 prestó la voz al personaje de Abby en la versión navideña de la película Madagascar, y al personaje Bebé Gloria en Madagascar 2: Escape de África. 
Durante 2009 y 2010, Willow interpretó a True Jackson de niña en la serie original de Nickelodeon True Jackson. 
Con solo 10 años firmó con el sello Roc Nation y lanzó el que sería su primer sencillo y el inicio de su carrera musical, "Whip My Hair". 
En 2011 lanzó su segundo sencillo,  "21st Century Girl". En octubre de ese mismo año, Nicki Minaj realizó una colaboración en el tercer sencillo de Willow, "Fireball". Smith confirmó que su álbum se llamaría Knees and Elbows (en español, "Rodillas y Codos"), y según sus propias palabras eligió este nombre porque "todo el mundo se cae, y sí, se raspa las rodillas y los codos pero siempre se vuelven a levantar". El disco iba a ser publicado oficialmente por Roc Nation el 3 de abril de 2012, pero por razones desconocidas su publicación fue cancelada.
El 1 de mayo de 2012, Smith publicó un videoclip para la canción "Do it Like Me (Rockstar)" a través de su canal oficial en YouTube.
Durante los BET Awards, Smith dio un adelanto de una nueva canción titulada "I Am Me", escrita en colaboración con la cantante australiana Sia. La canción completa, junto con un videoclip dirigido por Newyorkcity, fue publicada en su cuenta de YouTube el 1 de julio de 2012, y en menos de una semana del lanzamiento ya contaba más de dos millones de reproducciones. 
Durante 2013, Smith comenzó a publicar varias canciones en su cuenta de SoundCloud, como "Sugar & Spice", "Summer Fling", "Drowning", "Find You Somewhere", "Kite", y "5". Estas canciones presentaban un sonido más adulto, y letras con contenidos más profundos que en sus anteriores trabajos pese a su corta edad de trece años. No se sabe si estos temas formarán parte de su próximo álbum. Smith también se ha declarado hippie y abiertamente bisexual.
En agosto de 2014, colaboró con la DJ Kitty Cash en una canción titulada '8', para el mixtape de esta. Willow dijo a MTV News que el título se debía a su obsesión con la numerología.
Realizó varias colaboraciones durante estos años como Machine Gun Kelly, Jaden Smith, Avril Lavigne, Travis Barker, Yungblud, SZA, Camila Cabello y PinkPantheress, con la canción "Where You Are", coproducida por Skrillex y Mura Masa.
Smith lanzó el sencillo "F QC #7" el 7 de mayo de 2015. Posteriormente, Willow lanzó su primer álbum Ardipithecus el 11 de diciembre.  Acerca del título de su álbum debut, Willow dijo " Ardipithecus Ramidus [sic] Sahelanthropus tchadensises es el nombre científico de los primeros huesos de homínidos encontrados en la tierra. Quería nombrar mi compilación musical así porque, mientras estaba haciendo estas canciones, estaba en un estado de transición. Excavando profundamente en el suelo de mi corazón y encontrando fragmentos de mi antiguo yo que cuentan historias, que terminan siendo las letras de las canciones".
En su cumpleaños, el 31 de octubre de 2017, lanzó su segundo álbum The 1st, que es elogiado por su desarrollo musical, particularmente por la capacidad de Willow para crear música siguiendo a sus predecesores de R&B de la década de 1990, a pesar de no haber nacido durante ese tiempo.
Desde 2018, y en conjunto con su madre Jada y su abuela, Adrienne Banfield-Norris, Smith presenta Red Table Talk, un programa de entrevistas vía Facebook Watch por el que recibió una nominación al Premio Daytime Emmy.
El 24 de junio de 2019, Smith anunció su tercer álbum de estudio, Willow (estilizado en mayúsculas). Fue lanzado el 19 de julio de 2019 y fue coproducido por ella y Tyler Cole. Juntos, lanzaron un álbum colaborativo llamado The Anxiety, presentado el 13 de marzo de 2020.
Smith lanzó su cuarto álbum Lately I Feel Everything el 16 de julio de 2021, con artistas invitados como Tierra Whack y Avril Lavigne.  
A fines de 2021, "Meet Me at Our Spot" de The Anxiety llegó al Billboard Hot 100, alcanzando el puesto 21. Ese mismo año, la revista Time la nombró una de las 100 personas más influyentes del mundo. Smith también fue incluida en el listado Forbes 30 Under 30 de 2022.
El 8 de abril de 2022, Willow apareció en la canción "Psychofreak" de Camila Cabello, como parte del tercer álbum de estudio de Cabello, Familia. El mismo día se lanzó un video musical de la canción, seguido de una presentación en vivo en Saturday Night Live.

## Vida personal
En junio de 2019, Willow reconoció ser abiertamente bisexual, diciendo que "amo a los hombres y a las mujeres por igual". También señaló que apoyaba las relaciones poliamorosas y que le gustaría estar en una.

## Discografía

### Álbumes de estudio
- 2015: Ardipithecus
- 2018: The 1st
- 2019: Willow
- 2021: Lately I Feel Everything
- 2022: Coping Mechanism
- 2024: Emphathogen

### Álbum colaborativo
- 2020: The Anxiety

### Sencillos
- Whip My Hair
- 21st Century Girl
- Fireball (con Nicki Minaj)
- I Am Me (escrita con Sia)
- Sugar & Spice
- Drowning
- Kite (con Jaden Smith)
- 5 (con Jaden Smith)

### Otros sencillos
- Do it Like Me (Rock Star)

### Remixes
- Whip My Hair  (Remix) (con Nicki Minaj)
- 21st Century Girl  (Remix) (con Kay Caldwel)

### Colaboraciones
- Find You Somewhere (con AcE & Jaden Smith)
- 8 (con Kitty Cash)
- Psychofreak (con Camila Cabello)
- emo girl  (con Machine Gun Kelly)

### Sencillos
| Título                       | Año  | Certificaciones              | Álbum                  |
| ---------------------------- | ---- | ---------------------------- | ---------------------- |
| "Whip My Hair"               | 2010 | - RIAA: Platino - BPI: Plata | Sencillo independiente |
| "21st Century Girl"          | 2011 |                              |                        |
| "Fireball" (con Nicki Minaj) | 2011 |                              |                        |
| "Wait a Minute!"             | 2016 | - RIAA: Platino - BPI: Plata |                        |

## Filmografía
| Año  | Título                          | Personaje             | Notas                        |
| ---- | ------------------------------- | --------------------- | ---------------------------- |
| 2007 | I Am Legend                     | Marley Neville        |                              |
| 2008 | Kit Kittredge: An American Girl | Countee Garby         |                              |
| 2008 | Madagascar 2: Escape de África  | Bebé Gloria           | Voz                          |
| 2009 | Merry Madagascar                | Abby                  | Voz                          |
|      | Amulet                          | Emily                 |                              |
| 2017 | Neo Yokio                       | Helenist              | Voz, un episodio             |
| 2018 | Adventure Time                  | Beth the Pup Princess | Voz, un episodio             |
| 2018 | Red Table Talk                  | Ella misma            | Copresentadora, 37 episodios |
| 2021 | A Man Named Scott               | Ella misma            |                              |
| 2022 | We Baby Bears                   | Unica                 | Voz, un episodio             |

| Año         | Película        | Personaje                      |
| ----------- | --------------- | ------------------------------ |
| 2009 - 2010 | True Jackson VP | True de pequeña, dos episodios |

## Premios y nominaciones
| Año  | Ceremonia             | Premio                                                | Resultado                 | Película/Serie                  |
| ---- | --------------------- | ----------------------------------------------------- | ------------------------- | ------------------------------- |
| 2008 | Young Artist Awards   | Mejor actriz de reparto (Actriz de diez años o menor) | Ganadora                  | Soy leyenda                     |
| 2009 | Young Artist Awards   | Mejor actuación en una película                       | Ganadora                  | Kit Kittredge: An American Girl |
| 2010 | Annie Awards          | Mejor doblaje en producción televisiva                | Ganadora                  | Merry Madagascar                |
| 2011 | VirtuaMagazine Awards | Mejor Nuevo Artista                                   | Ganadora                  | Ella misma                      |
| 2011 | NAACP Image Award     | Nuevo Artista Prometedor                              | Ganadora                  | Ella misma                      |
| 2011 | NAACP Image Award     | Videoclip Destacado                                   | Nominado                  | "Whip My Hair"                  |
| 2011 | BET Awards            | Video del Año                                         | Nominado                  | "Whip My Hair"                  |
| 2011 | BET Awards            | Mejor Nuevo Artista                                   | Nominado                  | "Whip My Hair"                  |
| 2011 | BET Awards            | Premio Joven Estrella                                 | Ganador (Con Jaden Smith) | "Whip My Hair"                  |
| 2012 | BET Awards            | Premio Joven Estrella                                 | Nominado                  | Ella misma                      |